# Ака Гюндюз
Ака Гюндюз (на турски: Aka Gündüz) е псевдоним на Енис Авни (Enis Avni), турски писател-реалист, драматург и журналист.

## Биография
Роден е в 1885 година в семейството на майор Ибрахим Кадри бей в македонския град Солун, който тогава е в Османската империя. Като млад е деец на младотурския Комитет за единство и прогрес и участва в Младотурската революция през 1908 година. Участва в Похода към Цариград в 1909 година. В началото на Първата световна война заради политическата си дейност е заточен в Анадола. След окупацията на Истанбул на 28 май 1919 г. от окупационните сили е изпратен в изгнание на остров Малта. В 1932 – 1946 година е избиран за депутат от Анкара в IV, V и VI Великото национално събрание на Турция.

## Избрана библиография
романи
- Dikmen Yıldızı (1927),
- Odun Kokusu (1928),
- Tank-Tango (1928),
- İki Süngü Arasında (1929),
- Yaldız (1930),
- Çapkın Kız (1930),
- Aysel (1932),
- Ben Öldürmedim (1933),
- Onların Romanı (1933),
- Kokain (1935),
- Üvey Ana (1935),
- Üç Kızın Hikayesi (1933),
- Aşkın Temizi (1937),
- Çapraz Delikanlı (1938),
- Zekeriya Sofrası (1938),
- Mezar Kazıcılar (1939),
- Giderayak (1939),
- Yayla Kızı (1940),
- Bebek (1941),
- Bir Şoförün Gizli Defteri (1943),
- Eğer Aşk... (1946),
- Sansaros (1946),
- Bir Kızın Masalı (1954)

разкази
- Türk Kalbi (1911),
- Türk'ün Kitabı (1911),
- Kurbağacık (1919),
- Hayattan Hikayeler (1928),

поезия
- İlkbahar Şiiri
- Anadolu şiiri

Киносценарии
- Allah kerim (1950)
- Iki süngü arasinda (1952)
- Bir soförün gizli defteri (1958)
- Üç kizin hikayesi (1959)
- Dikmen yildizi (1962)
- Bir söförün gizli defteri (1967)
- Üvey ana (1967)